# La nariz o la conspiración de los disidentes
La Nariz o la Conspiración de los disidentes (en ruso: Нос, или Заговор нетаких, romanizado: Nos, ili Zagovor Netakih) es una película animada rusa de 2020. La película fue creada por el estudio de animación School-Studio "Shar". La película fue dirigida por el animador Artista del Pueblo de Rusia, Andrei Khrzhanovsky . La película está basada en el clásico ruso, La nariz de Nikolai Gógol . Los guionistas Yuri Arabov y Andrei Khrzhanovsky adaptaron la prosa del siglo XIX de Gógol, así como los versos de la ópera del mismo nombre de Dmitri Shostakovich, en una película animada que presenta una mezcla de dibujos, recortes, acción en vivo y Filmación estilo documental.
La película ha estado en etapas de producción intermitentes desde la década de 1970 y la banda sonora de la película utiliza la ópera de Shostakovich. La película se estrenó en Rusia en el Festival de Cine Ruso Abierto Kinotavr el 11 de septiembre de 2020. La película recibió el prestigioso Premio del Jurado en el Festival Internacional de Cine de Animación de Annecy 2020. La película se estrenó en cines en Rusia el 11 de marzo de 2021.

## Trama
En la pista de un aeropuerto despega un avión de Aeroflot. A bordo se encuentran grandes representantes del teatro y del cine ruso. Cada individuo ve un clásico diferente en el televisor de entretenimiento a bordo. A medida que la cámara se desliza sobre cada individuo, diferentes épocas se fusionan en una única metanarrativa. Nikolai Gogol llega a San Petersburgo, alrededor de 1828. Comienza a escribir La Nariz . Luego, en la década de 1920, Dmitri Shostakovich trabajó en una adaptación de la novela de Gogol. Conoce a Vsevolod Meyerhold. La perspectiva de una colaboración comienza a tomar forma.
El mayor Kovalyov se presenta. Él está buscando la nariz que perdió. La nariz cobra vida propia. Se le ve llevando gafas y viajando en un coche de lujo. A una ópera en el Teatro Bolshói donde se representa una pieza de Bulgakov asisten cómplices estalinistas, entre ellos el funcionario Zhdánov. La comitiva asistió debido a una carta enviada por el propio dramaturgo, quejándose de la falta de mecenazgo hacia las artes. Sin embargo, la cacofonía comienza un día después, cuando en el periódico Pravda se escribe un editorial titulado "Caos en vez de Música" que pretende atacar a Meyerhold y Shostakovich. La tercera parte comienza con la historia de Vsevolod Meyerhold y, en general, la historia de muchos escritores, científicos y artistas bajo un gobierno autoritario.

## Producción

### Desarrollo
La película está inspirada en el cuento La nariz de Nikolai Gógol y en la ópera homónima de Dmitri Shostakovich. Sus obras presentaban ideas de vanguardia que intrigaban al público. Sin embargo, las obras, especialmente la ópera, recibieron escasa publicidad durante el gobierno estalinista de la década de 1920. En la década de 1960, la Unión Soviética, durante el deshielo de Kruschev, decidió adaptar una versión cinematográfica del cuento. Andrei Khrzhanovsky fue considerado el director ideal para tal adaptación.
Una combinación de censura y correspondencia con destacados mecenas de las artes de la Unión Soviética, desde la familia de Meyerhold hasta Shostakovich, dio impulso al director Andrei Khrzhanovsky para crear una película cinematográfica sobre las artes liberales y su relación con la sociedad. Incluso a pesar del período del Deshielo, el cortometraje Armónica de cristal de Khrzhanovsky de 1968 fue censurado por el gobierno. La idea inicial de la película surgió por pura casualidad. En un encuentro casual en la calle con el camarógrafo Zhenya Chukovsky, que era yerno de Dmitri Shostakovich, el director Khrzhanovsky pudo establecer una conexión con el compositor Shostakovich. El director Khrzhanovsky lanzó la idea de adaptar la ópera del compositor La Nariz en formato cinematográfico. Shostakovich, desde la cama del hospital, envió una respuesta mediante una postal al director autorizando el uso de la ópera como banda sonora de la película.
La primera vez que Khrzhanovsky oyó hablar de la versión completa de la ópera La Nariz fue en una obra de 1974 interpretada por el compositor Gennady Rozhdestvensky. Posteriormente el director desarrolló el concepto de una película que en un principio se convirtió en un homenaje a Vsevolod Meyerhold a través del guion The Transformation Machine que se formalizó más después del estreno de la película de 2008 Room and a Half . El compositor Shostakovich solía escribir música para Meyerhold a principios del siglo XX, cuyas obras de la Unión Soviética violaban las regulaciones del gobierno de Stalin. El equipo de guionistas en colaboración con Yuri Arabov continuó reconociendo el patrón de la represión de las artes que también se encontró en el simbolismo de la obra La Nariz . En una sesión en Kinotavr, los críticos señalaron que el guion en desarrollo necesitaba más mejoras y solicitaron eliminar la historia de Meyerhold. El director reescribió la obra y se centró más en las adaptaciones de La Nariz. En algún momento de la producción, el proyecto fue consultado por una serie de aclamados líderes de la cinematografía. El guion final sintetizado en la exposición animada La Nariz o la Conspiración de los disidentes. El director señaló que las obras de Gogol son como guiones gráficos naturales para películas animadas.
El guion describe a los innovadores y disidentes en las artes y las ciencias de los siglos XX y XXI que surgieron en la encrucijada de las sociedades autoritarias. Condensado en tres partes con una adaptación que incluía el Antiformalist Rayok, el guion hace referencia a un encuentro sin precedentes de personajes como Sergei Eisenstein, Vsevolod Meyerhold, Bulgakov, Gogol y Stalin. Desarrollada como un drama farsesco, se hacen alusiones a otros artistas como Surikov, Picasso y Kazimir Malevich. Al final del tercer acto, el guion se convirtió en un homenaje a los artistas soviéticos.
La inspiración para hacer converger los periodos de tiempo de los dos siglos que presenta la película, surgió cuando el director estaba en un vuelo. Muchas pantallas brillantes del avión reproducían diferentes películas de distintas épocas y países a pesar de que la cabina estaba cerrada a la luz. El director se inspiró en este evento para crear un collage de múltiples pantallas para editar y combinar diferentes fragmentos e historias con cambios de estilo. Los medios de comunicación compararon la película con la película El Arca Rusa de 2001.

### Temas
La Nariz desarrolló el concepto del realismo pictórico ruso. Como afirmó Khrzhanovsky, Gogol es uno de los fundadores del realismo y el surrealismo. Por ello, los creadores de la película intentaron evocar la apariencia vanguardista rusa de la obra original para la película de animación. La película intentó reordenar los acontecimientos cronológicos discordantes de la misma manera que un museo ordena la cultura y el patrimonio "en un todo coherente e inteligible". Sin limitarse al espacio y al tiempo de la discontinuidad histórica, la película utiliza el espacio cinematográfico para unir las fuerzas creativas de la historia en un medio polifónico.
El director afirma que la película puede catalogarse como una película de exposición artística de autor. La película está dirigida a un público culto que comprenda las relaciones entre el gobierno y la cultura a lo largo de las décadas. El director también afirma que la película no puede limitarse a un solo género. La película tiene elementos de drama, musical y película biográfica.
La película explora la política y la historia a través de la animación. Los acontecimientos descritos están basados en hechos de la vida real. El personaje Nariz, representado como un monumento viviente, se desarrolla como un símbolo totalitario. Una reseña señaló que la separación de la Nariz de su dueño se denota como un medio para una nueva frontera de dirección. El rostro del Mayor Kovalyov se vuelve plano como un panqueque después de la separación, lo que se convierte en una alegoría de las posibilidades de un nuevo punto de referencia. El conflicto de la película explora la Nariz y en general la opresión de las artes durante los años iniciales de la Unión Soviética a través de la referencia al editorial Muddle Instead of Music escrito por el líder de la Unión Soviética, el propio Stalin en el periódico soviético Pravda.

### Animación
El equipo de animación dibujó la película utilizando recortes, dibujos y collages de acción en vivo para dar vida a las secuencias fantasmagóricas del guion. Utilizaron stop motion para mover los diseños recortados. Una revisión encontró que la animación era la única técnica que podía darle vida a La Nariz. La animación de collage es la técnica principal utilizada en la película, ya que yuxtapone anécdotas con un documento o un noticiero con una pintura. Los contornos de los personajes están pegados con caras de daguerrotipo.

### Banda sonora
Cuando la noticia de una posible adaptación de La Nariz de Andrei Khrzhanovsky llegó a los medios públicos en 1969, el compositor Dmitri Shostakovich envió personalmente una postal al director indicando su autorización para utilizar la ópera La Nariz como banda sonora de la película. Compilada en la década de 1920, la ópera fue puesta en los estantes después de la censura de las autoridades de Stalin. Sin embargo, en 1969, la ópera en el Teatro Bolshoi, así como la novela literaria de Gogol, volvieron a recibir elogios de la crítica. La banda sonora de la película utiliza la partitura operística de Dmitri Shostakovich. Una reseña concluyó que el aspecto musical de la película resultó tan convincente que podría considerarse como una parte separada de la película.

## Liberar

### Teatral
En 2020, la película se estrenó en el Festival Internacional de Cine de Róterdam. Después de un circuito de exhibiciones en festivales de cine, la película se estrenó en Rusia el 11 de septiembre de 2020 como apertura del 31 ° Festival Abierto de Cine Ruso Kinotavr. La película recibió el Premio del Jurado, la segunda distinción más alta del Festival Internacional de Cine de Animación de Annecy 2020. Este premio se convirtió en el primero de su tipo en la historia de la animación rusa. El 12 de diciembre de 2020, la película fue nominada a los premios de la Academia de Cine Europeo que compitieron junto con solo otras tres películas animadas. El 4 de diciembre de 2020, en el marco del festival Arctic Open Film Festival de Arcángel, se proyectó la película en el marco del programa "Retrospectiva de clásicos de la animación rusa". El 45.º Festival Internacional de Cine de Hong Kong acogió la película en la sección "Animación ilimitada".
La 93.ª edición de los Premios Óscar nominó la película para su larga lista de largometrajes de animación. Desde entonces, la película ha sido señalada por medios como Cartoon Brew como una posible candidata al premio con gran impulso. Originalmente nominado como Nos Ili Zagovor Ne Takikh, el nombre ha sido actualizado a Nariz o la Conspiración de los Mavericks.
El estreno en salas de cine en Rusia comenzó el 11 de marzo de 2021. También se ha anunciado un lanzamiento en Italia.

### Recepción
Stas Tyrkin afirma que la película es una "simbiosis de géneros cinematográficos". La crítica afirma que "permite que ocurra lo improbable: alianzas creativas y encuentros humanos, por ejemplo, Gogol, Meyerhold y Shostakovich. Khrzhanovsky mezcla con audacia formatos, géneros y técnicas pictóricas; logra un collage radical y fresco que combina lo aparentemente incongruente: la estética del realismo pictórico ruso y el futurismo revolucionario".
En el Kino Teatr se afirmaba: "El lado musical de la película resulta tan atractivo que en un momento dado se separa literalmente de la serie visual y se cierne sobre una trama ligeramente caótica que mezcla el Petersburgo imperial y las limusinas, Naum Kleiman y Bratkov de los años noventa, Stalin y su círculo íntimo con Nabokov y los aviones de Aeroflot, Anton Dolin y los barqueros del Volga en un mismo caldero". Veronika Khlebnikova opinaba: "En la película de Khrzhanovsky, las figuras icónicas del código cultural ruso se colocan en un collage excéntrico. Este último, a su vez, se convierte en un elemento del teatro de vanguardia y del principio del constructivismo teatral encarnado por Meyerhold en su obra La tierra se desata (1923)".
Anton Dolin cree que la película no es una película sino una exposición de música y literatura: "El avión utópico de Khzhanovsky, en el que se reunieron sus amigos y personas de ideas afines, donde cada uno tiene su propia película y su propia libertad en la pantalla, se eleva en el aire como un pájaro o una máquina imposible con una máquina de movimiento perpetuo. Y no va a aterrizar". La crítica francesa de Annecy por Mathieu Le Bihan remarcó que la película es una forma única de animación: "Se desvía del camino trillado y juega con las épocas para desarrollarlas mejor en la pantalla". La crítica de Film.ru pensó que aunque la película tiene una "pesadez ideológica" que posiblemente se deba a su larga producción, la película está "llena de anacronismos y referencias metanarrativas". Uno de esos anacronismos que la crítica señaló fue cuando un burócrata del siglo XIX "pasa un bolígrafo viejo sobre una tableta gráfica, mostrando palabras en Microsoft Word". La reseña de Denis Stupnikov para Intermedia afirmó que la dirección del segmento Muddle en lugar del segmento Music fue donde la dirección no fue perfecta ya que "la técnica del collage no permite al director sobresalir del resto".
El primer ministro Cicchetti de Filmexplorer afirma que la película es un collage/catálogo posmoderno de "mezcla de imágenes, estilos, medios, de todos los siglos". La película es "capa sobre capa, mezclada en lugar de superpuesta, su animación burbujea con alusiones: cada cuadro es un guiño, un guiño, mientras mareas de imágenes inundan al espectador". La reseña de Oliver Armknecht para Film-rezensionen opinaba que Shar Studio "se divirtió con el diseño". La reseña también afirmaba: "La óptica es uno de los grandes puntos fuertes de todos modos: La nariz o la conspiración de los Mavericks utiliza una variedad de técnicas, pero especialmente las de animación recortada. Esta forma especial del proceso de stop-motion utiliza figuras de papel recortadas que se mueven". La reseña de Little Big Animation afirmaba por qué se le da tanta importancia a la nariz: "El arte es a la política lo que la nariz es a la cara. Significado esencial, esencial y revelador". La película es como un "libro desplegable, que demuestra ser una historia del arte ruso". Sule Durmazkeser de Out Now de Alemania le dio a la película 4,5/5 estrellas y afirmó: " La nariz o la conspiración de los Mavericks es una película animada elaboradamente escenificada, en la que se ha puesto mucho énfasis en los detalles. La película está construida de manera inteligente y ofrece una gran variedad de información con innumerables citas del arte, la cultura, la historia y la política".

### Posible secuela
El director Khrzhanovsky afirma que The Nose podría ser parte de una futura trilogía y que la película sería la secuela de A Room and a Half. Se está planeando una tercera entrega cuyo guion está recientemente terminado. El 1 de diciembre de 2020 se confirmó la película de la trilogía titulada Through the Magic Crystal. La película es una continuación de La Nariz o La Conspiración de Mavericks en términos de creatividad e investigación.